# Gongneung (métro de Séoul)
Gongneung est une station sur la ligne 7 du métro de Séoul, dans l'arrondissement de Nowon-gu.